# جبال دانكسيا

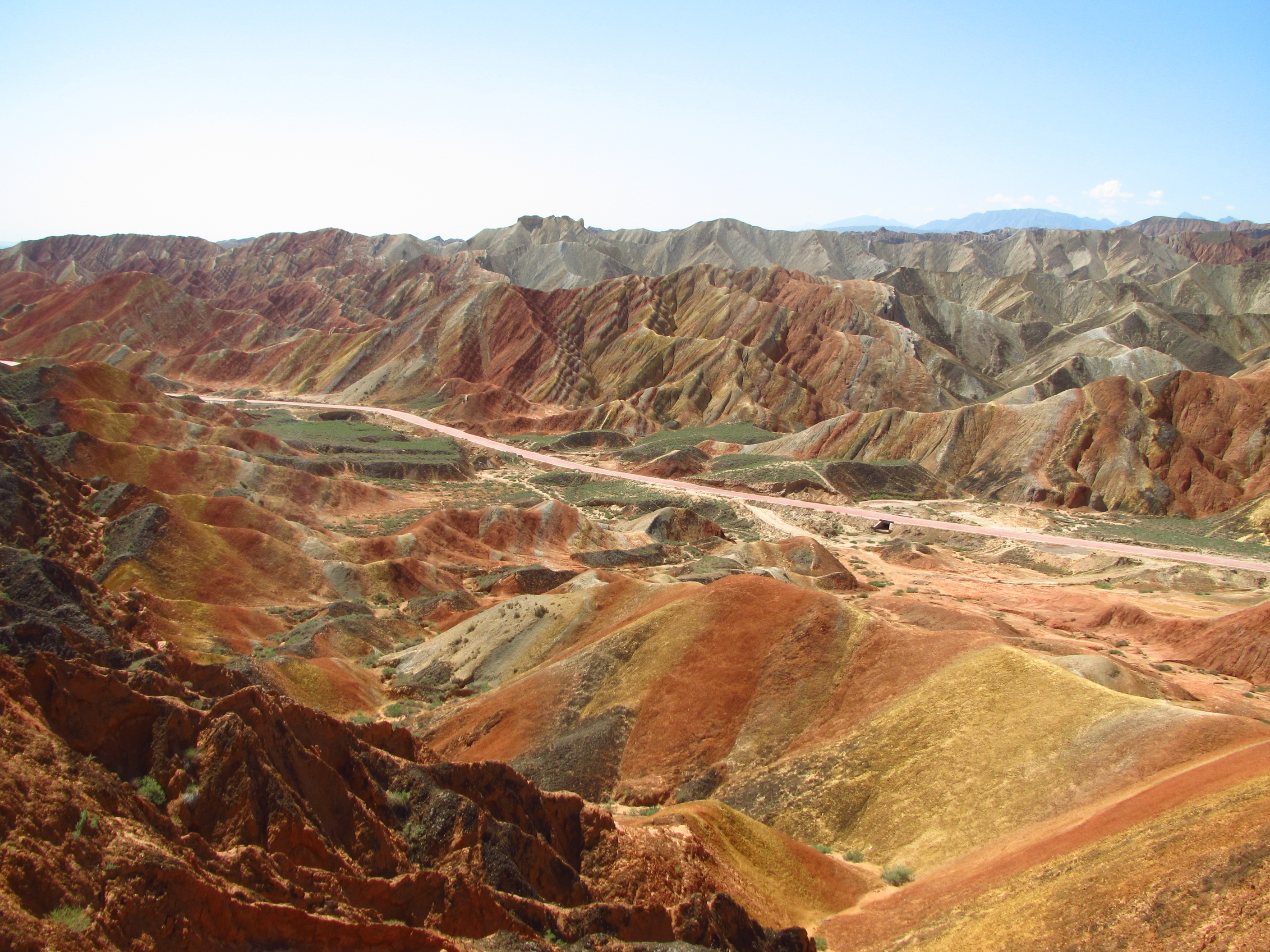
جبال دانكسيا تشانغيه

جبال دانكسيا الملونة تقع في الحديقة الوطنية الجيولوجية تشانغيه، دانكسيا في الصين وتعد أحد أعجب التكوينات الجيولوجية في العالم، والتي تتميز بصخورها وجبالها الملونة ذات التدرجات اللونية الحمراء والتي تتداخل مع عدة الوان أخرى فيطلق عليها جبال قوس قزح نظرا لتشابها مع ألوان قوس قزح.
أراضي دانكسيا، نوع فريد من الجيومورفولوجيا الصخرية الملونة في الصين التي تتميز بشرائح من الصخور الرسوبية الحمراء على المنحدرات الحادة، تشكلت تلك الجبال من المعادن بجميع أنواعها والحجر الجيري وذلك في خلال 24 مليون سنه، وقد تشكلت على مر السنوات الماضية بفعل عوامل التعرية كالمياه والرياح.
يبلغ ارتفاع جبال دانكسيا الضخمة مئات الأمتار، أي يتراوح ارتفاعها بين 2000 و3800 متر، وتمتدّ على مساحة 320 كم مُربّعًا تقريبًا. وقد ساهمت الرياح بشكل كبير في تكوين تلك الجبال، وتلونها بهذه الألوان الفائقة الجمال التي تبدو عليها الآن، هذه الجبال ليست الجبال الوحيدة الملونة في العالم فهناك جبال في كولومبيا البريطانية حيث تتكون من خليط من الجبال والسهول البركانية التي تكونت نتيجة البراكين وعوامل الطبيعة والتعرية المؤثرة بشكل كبير في البيئة.

## معرض صور

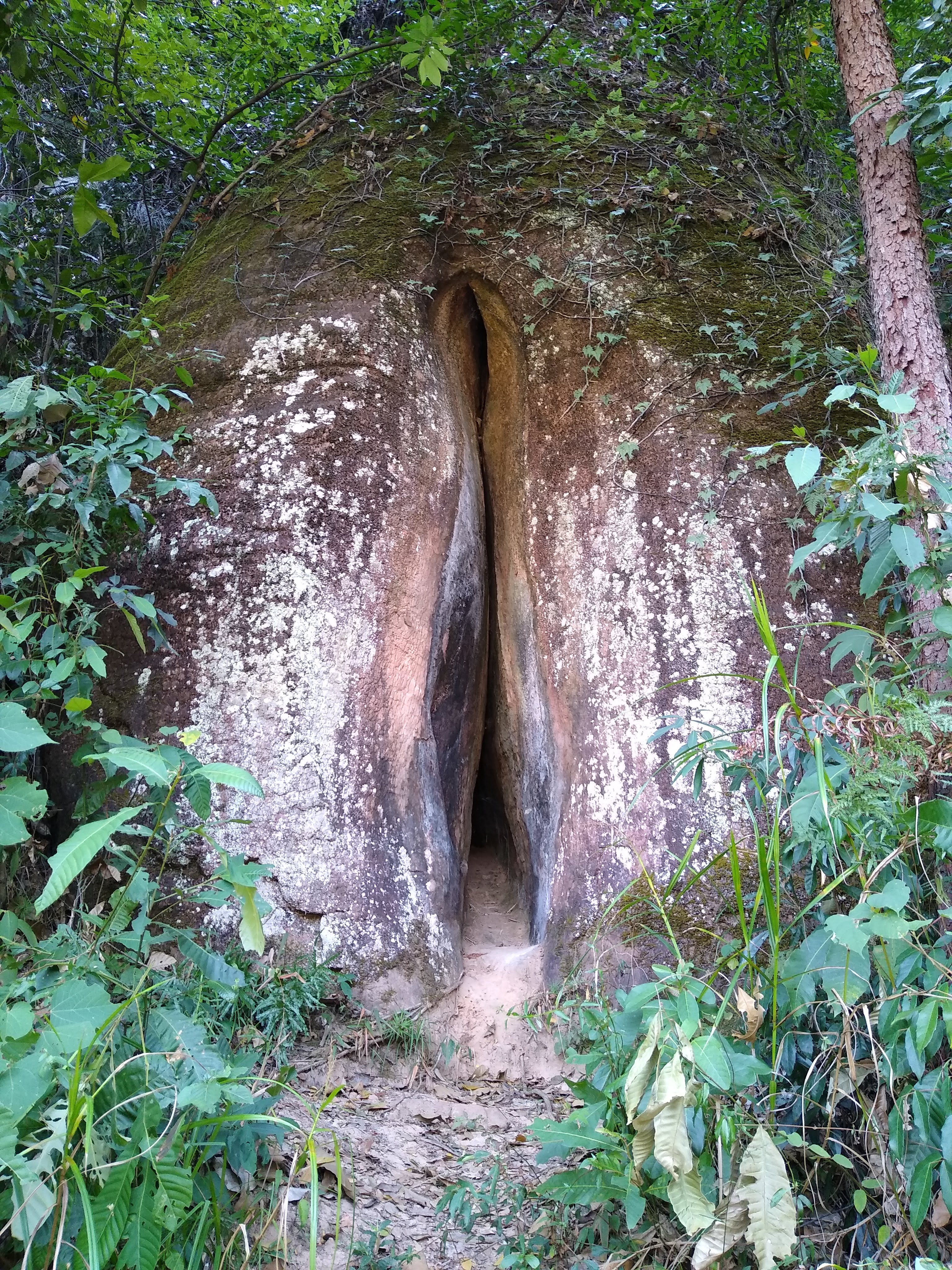
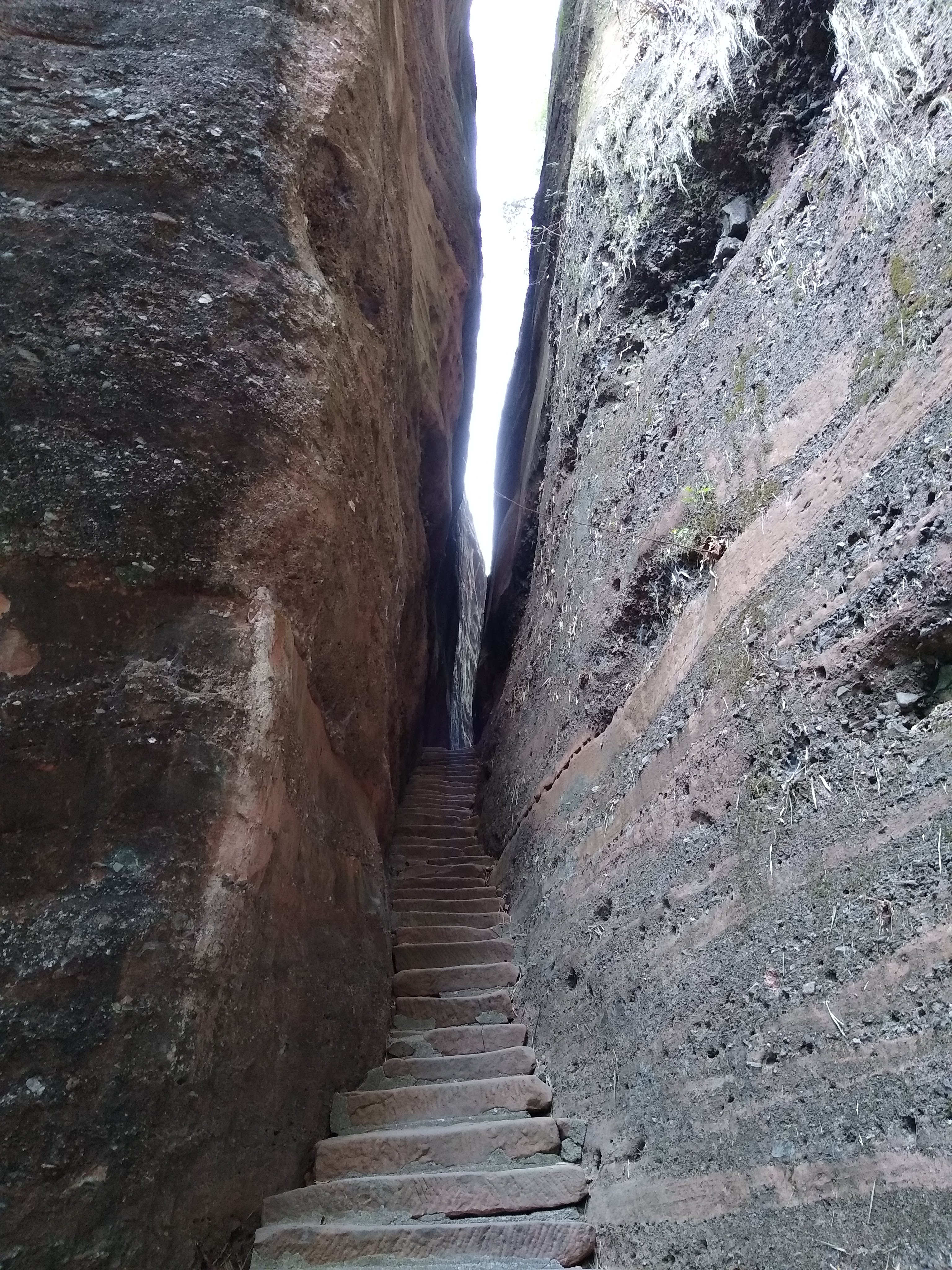
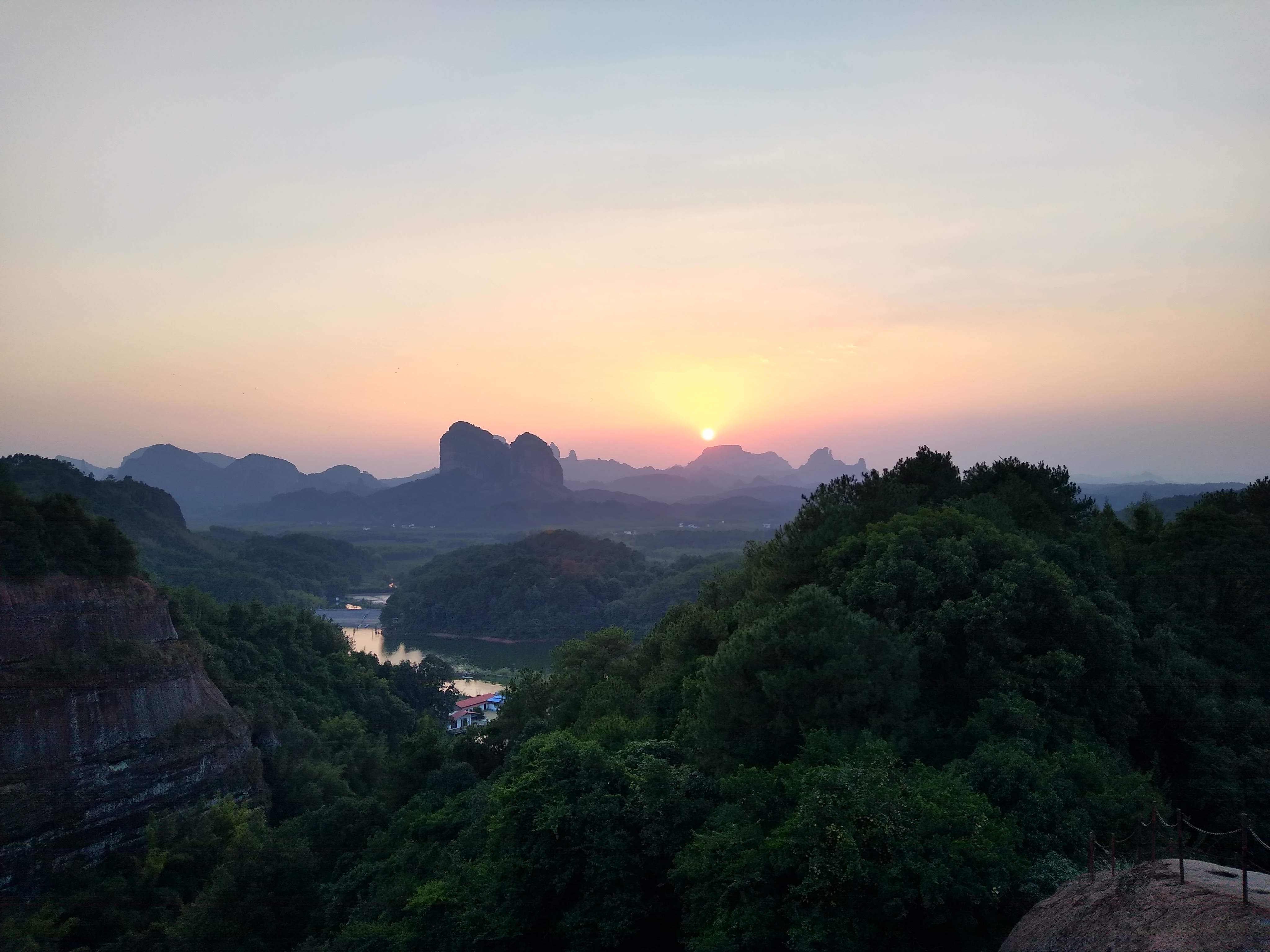
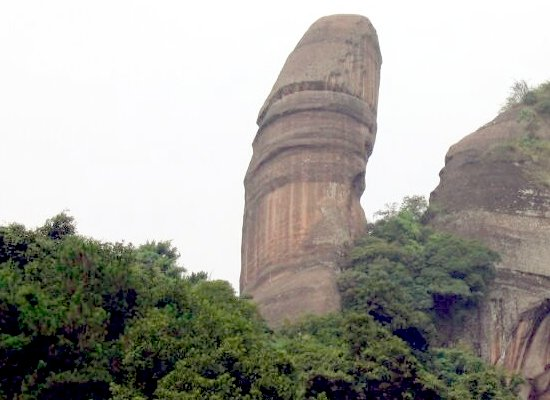
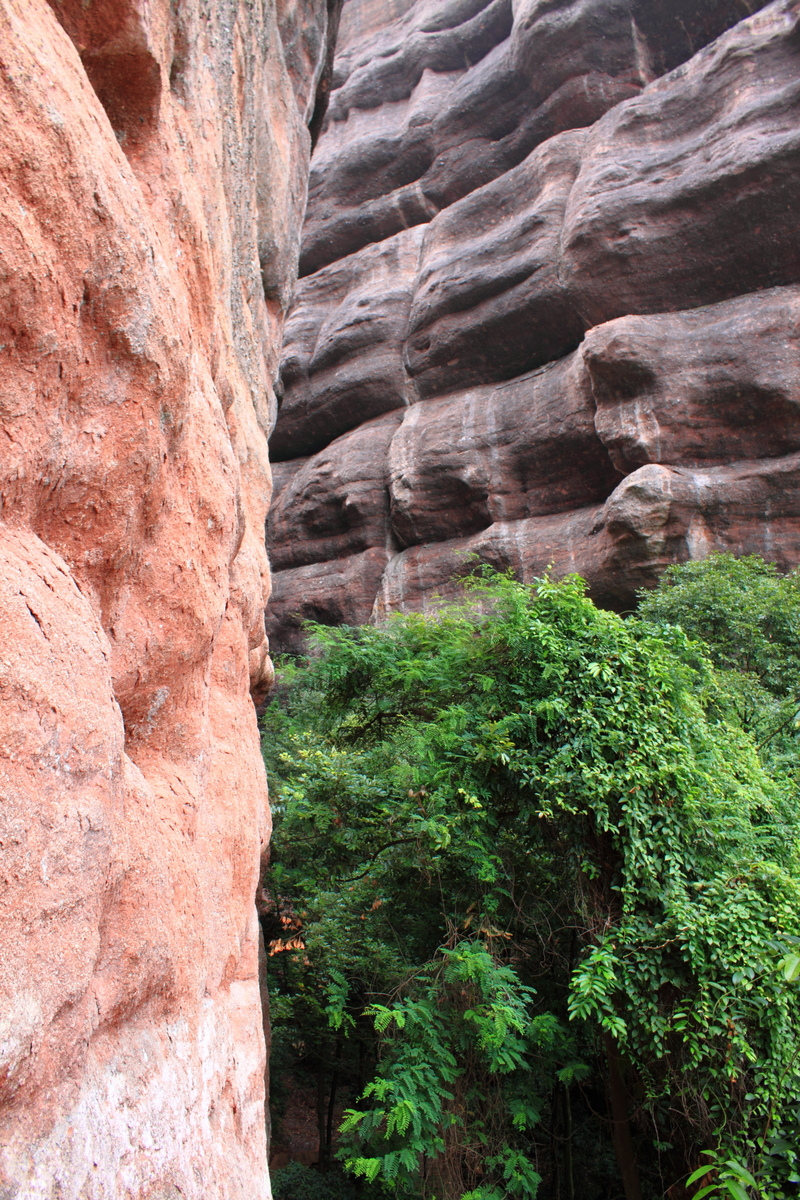
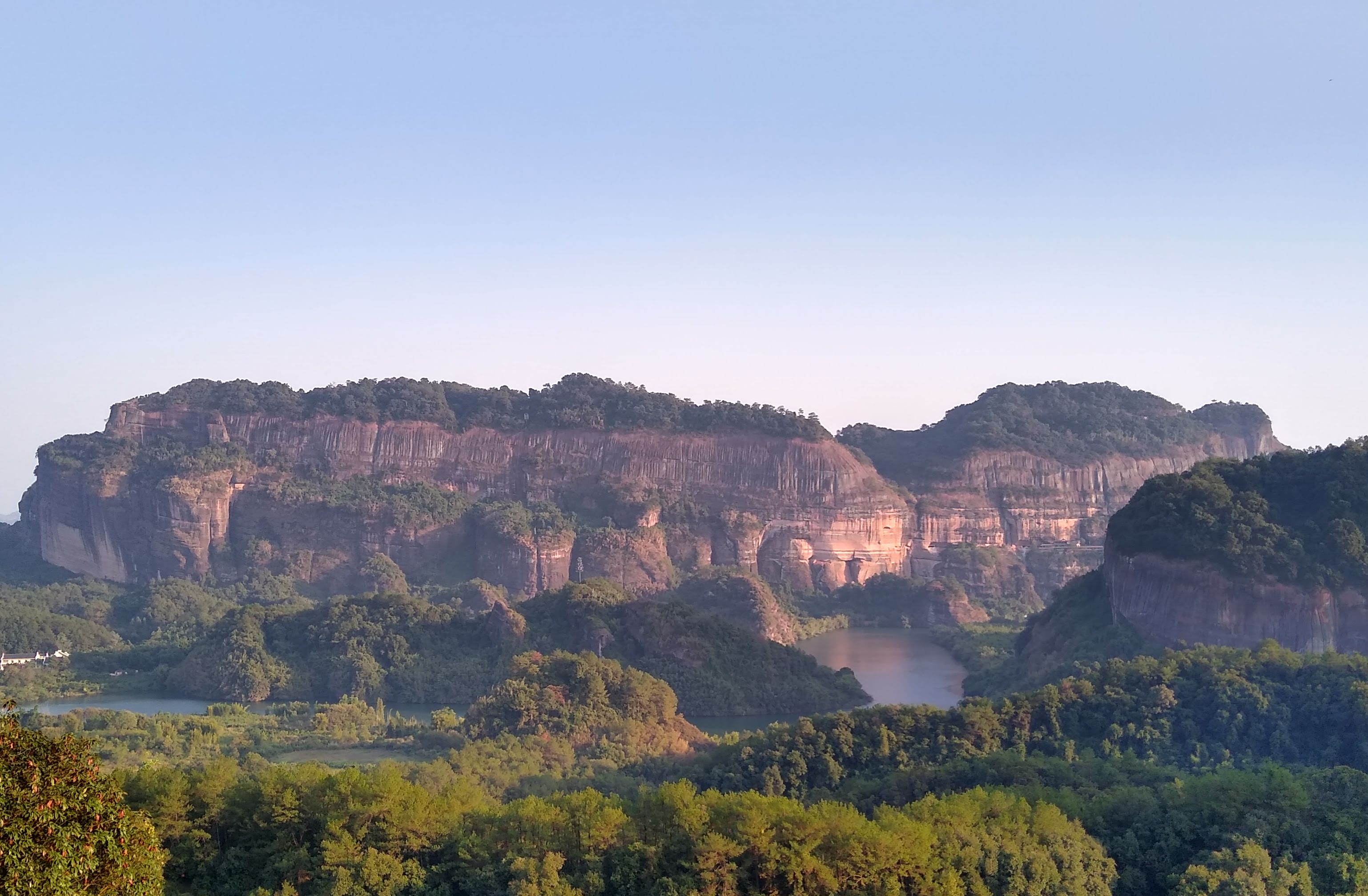